# Mohamed Rouicha
Mohamed Ohamed Rouicha  (en árabe: محمد رويشة ) (Jenifra, Marruecos, 1 de enero de 1950, - ibíd., 17 de enero de 2012) fue un cantante amazig (bereber) de Marruecos, especialista de loutar (un tipo de guitarra) cuya fama sobrepasó la ciudad pequeña de Khenifra o Jenifra, donde desarrolló una pasión por la música desde su infancia. 

## Juventud
Nacido de una familia modesta, dejó la escuela "Dyour Chiouks" de Khenifra a los once años, para entregarse al arte de la canción a los catorce años, donde se lanzó a la interpretación de la canción tradicional amazig y ya produce el primer disco con la colaboración de la cadena de televisión SNRT.

## Adolescencia
Mohamed Rouicha es un orador que no seca historias, contando sus experiencias y sus aprendizajes. Su trayecto, íntimamente atado a las alegrías y a los sufrimientos de sus semejantes, es una lección verdadera de vida.
De un aficionado simple, Rouicha se hizo uno de los embajadores raros de la canción amazig en la gente. Su música conquistó marroquíes, magrebíes y hasta europeos. Sus canciones, que tocan sujetos diversos como el amor, la paz, la naturaleza, la mujer, la familia, sobre la vida.

## Amigos
Con Maghni, el otro tenor del Medio-atlas, pudo dar valor al laúd bereber, luthar, instrumento emblemático de la región del Atlas. Sus obras se inscriben generalmente comienzan con una improvisación o un taqsim, seguida por un canto en solo llamado "Tamawayt", cantado por una mujer. Melodías envoûtantes que dieron la vuelta al mundo, a través de los festivales.
Una de las mujeres que suele acompañar a rouicha cuando esta cantando, es Chérifa.

## Por la cárcel
Estuvo encarcelado durante unos tres meses, según el, "estaba en un concierto, y había una mujer casada hace tres meses, paso lo que paso,  unas personas que estuvieron en la grada llamaron a la policía." se lo llevaron a la cárcel de Mequinez. según el "cuando entro a la cárcel, los presos que estaban ahí le dieron la bienvenida y estuvo diferente que los otros presos, comia bien, etc., pero no estuve mucho tiempo ahí", le llevaron a una escuela taller es lo que dijo en una entrevista en el segundo canal de Marruecos (2M)

## Muerte
Todo empezó el día 28/12/2011 en el que fue hospitalizado en Rabat por problemas cardíacos debidos al tabaco. El día 09/01/2012 le dieron el alta, durante el tiempo que ha estado hospitalizado no ha dejado de recibir apoyos de toda la gente que lo admiraba.
Decía en sus primeras declaraciones cuando salió que le daba las gracias a Alá y a sus seguidores.
El cantante falleció el martes, 17 de enero de 2012 al mediodía, después de quejarse de problemas de salud durante la mañana. El cantante murió antes de su llegada al hospital. Al siguiente fue enterrado en su ciudad natal Jenifra.

## Discografía
```
   * Inass Inass... (dile dile...)
   * Hbiba bini o binek hdoude (cariño entre tú y yo hay fronteras)
   * Awa T3adebti Awa Temahnti (te has cansado, has sufrido)
   * Shhale mine lile olila (cuántas noches)
   * Samhi ayema (perdóname mamá)
   * Awera ya awa 
   * Amarg (echar de menos)
   * Chhal bkit ala alli habbti (Cuánto lloré por mi amor)
   * Awyati Stamazirth (llevadme a mi tierra)
   * Haali (mi estado)
   * Deynezoer
   * Hbibi hjarni wtawle (mi amor viajó y demoró refiriéndose al regreso)
   * Chehal bkit ya baba (cuanto lloré padre)
   * Allil allil (La noche, la noche)
   * Tedite Awa Tedite (te fuiste y te fuiste)
   * Nsawal alih (Pregunto por ella)
   * Ida chikh a zin (Se fue el "Chikh", linda)
   * Harou aini
   * Awa Rir Ajfker azin
   * Away Drire
   * Affrah Orkimine (No queda felicidad)
   * Anfto Amargh
   * Man hakek ya galbi (mi corazón tiene derecho)
   * Awa Choff Ana Gwawall (mira lo que dicen)
   * Harqat Mensafer
   * Habien Oua3jbnta
```